# Windmühlen von Consuegra

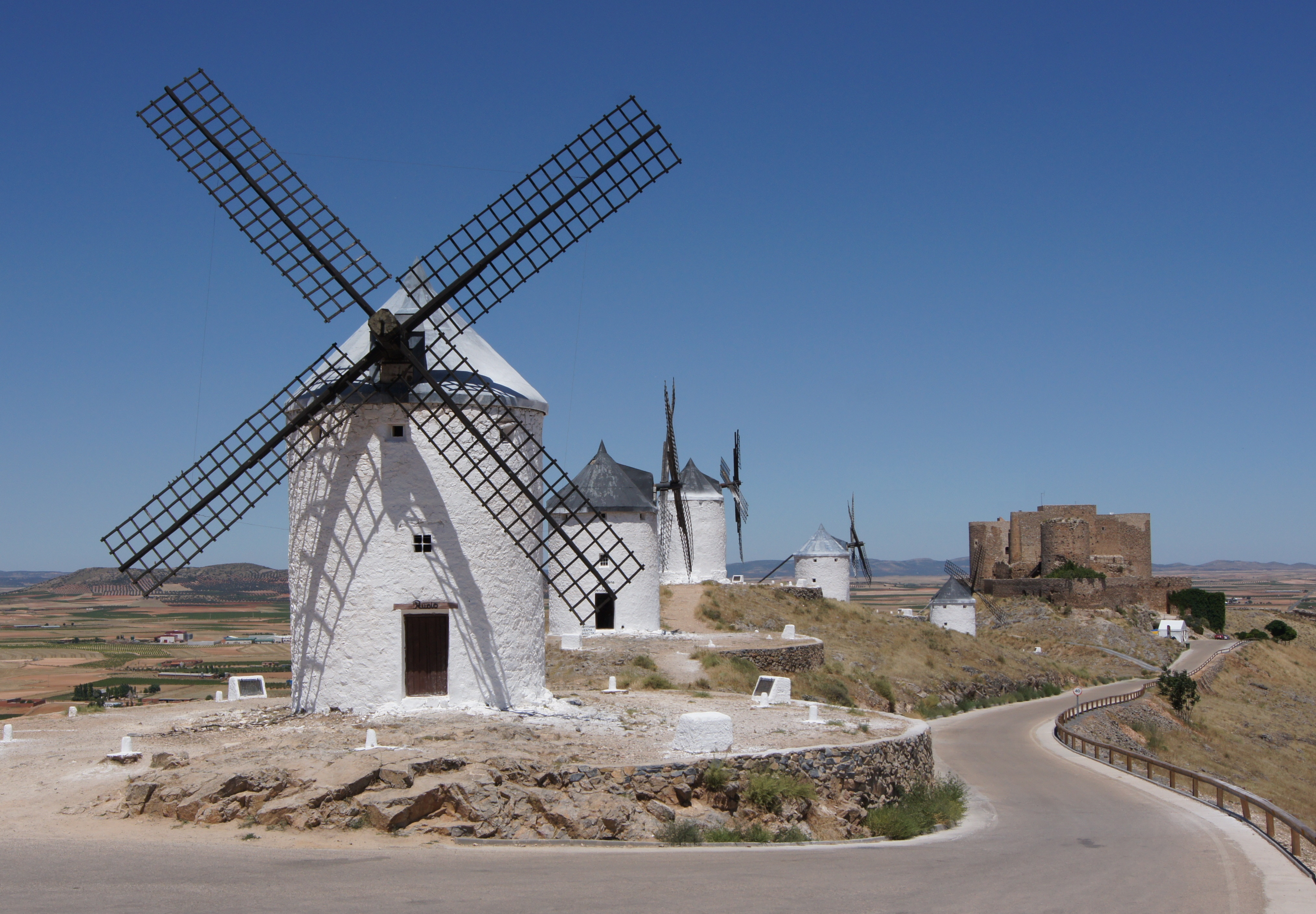
Windmühlen von Consuegra

Die Windmühlen von Consuegra befinden sich in Consuegra, einer Gemeinde in der Provinz Toledo der Autonomen Region Kastilien-La Mancha (Spanien). Die Windmühlen auf dem Hügel Calderico, wo sich auch das Castillo de Consuegra befindet, sind als Baudenkmal geschützt.

## Geschichte
Die elf Windmühlen aus dem 16. Jahrhundert tragen Namen wie El Blanco, La Turca und El Sancho Pansa, den Namen des Dieners im Roman Don Quijote von Miguel de Cervantes. Neben Consuegra beanspruchen auch die Orte Campo de Criptana und Mota del Cuervo als Vorlage des Schauplatzes für den Kampf des Ritters mit den Windmühlen gedient zu haben. In der Mühle Caballero del Verde Gabán (Ritter mit dem grünen Mantel) befinden sich zahlreiche Ausgaben des Buches Don Quijote.
In der Mühle Bolero, in der sich das Fremdenverkehrsbüro befindet, ist ein Mahlstein zu sehen und in der Mühle El Sancho Pansa ist noch der gesamte Mahlmechanismus erhalten. Die Mühle Cardeño war früher bewohnt und in der Mühle Rucio ist eine Ausstellung zum Wein zu sehen. Die Mühle Espartero enthält eine Ausstellung über das Kunsthandwerk in der Provinz Toledo.

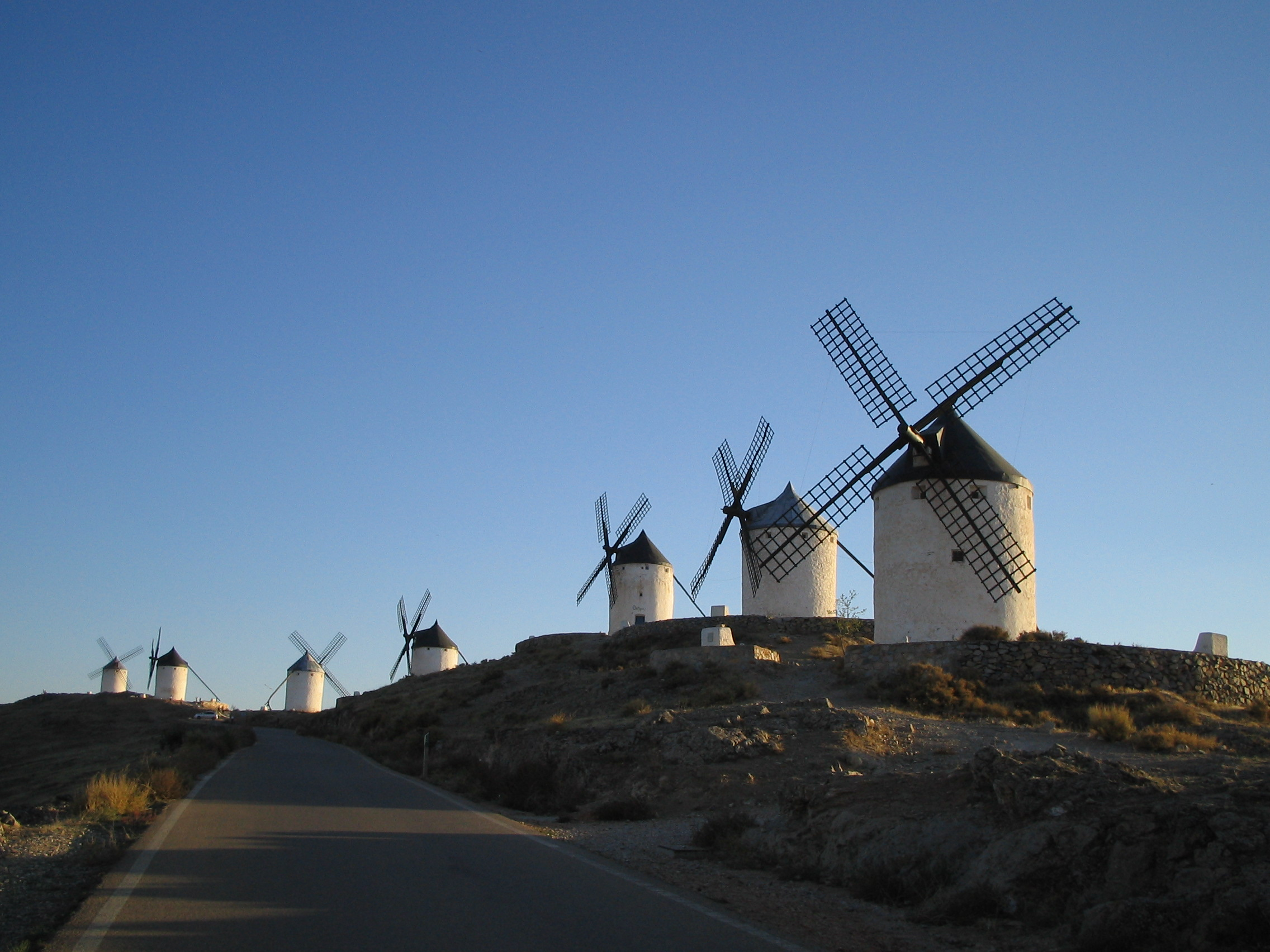
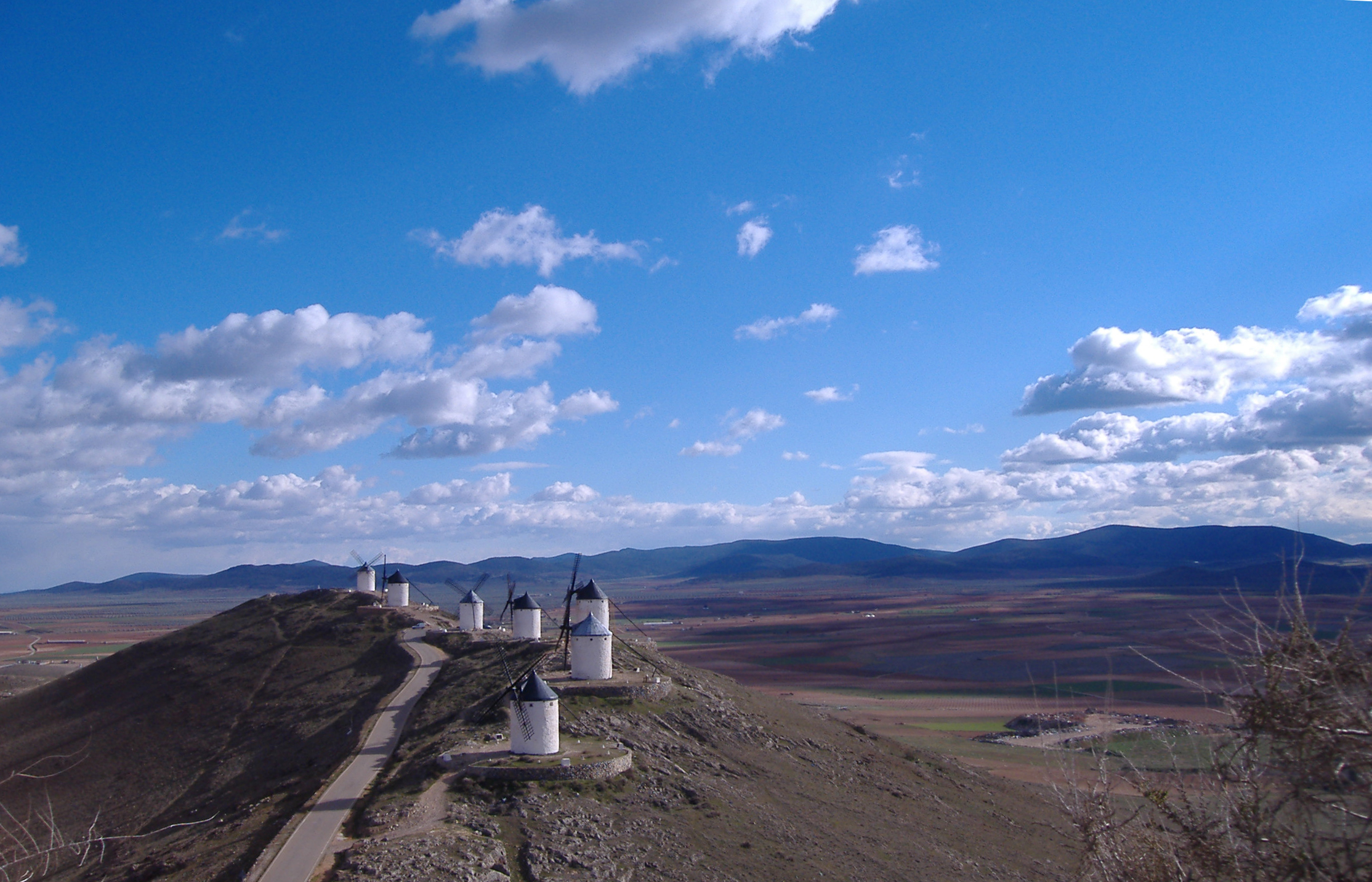
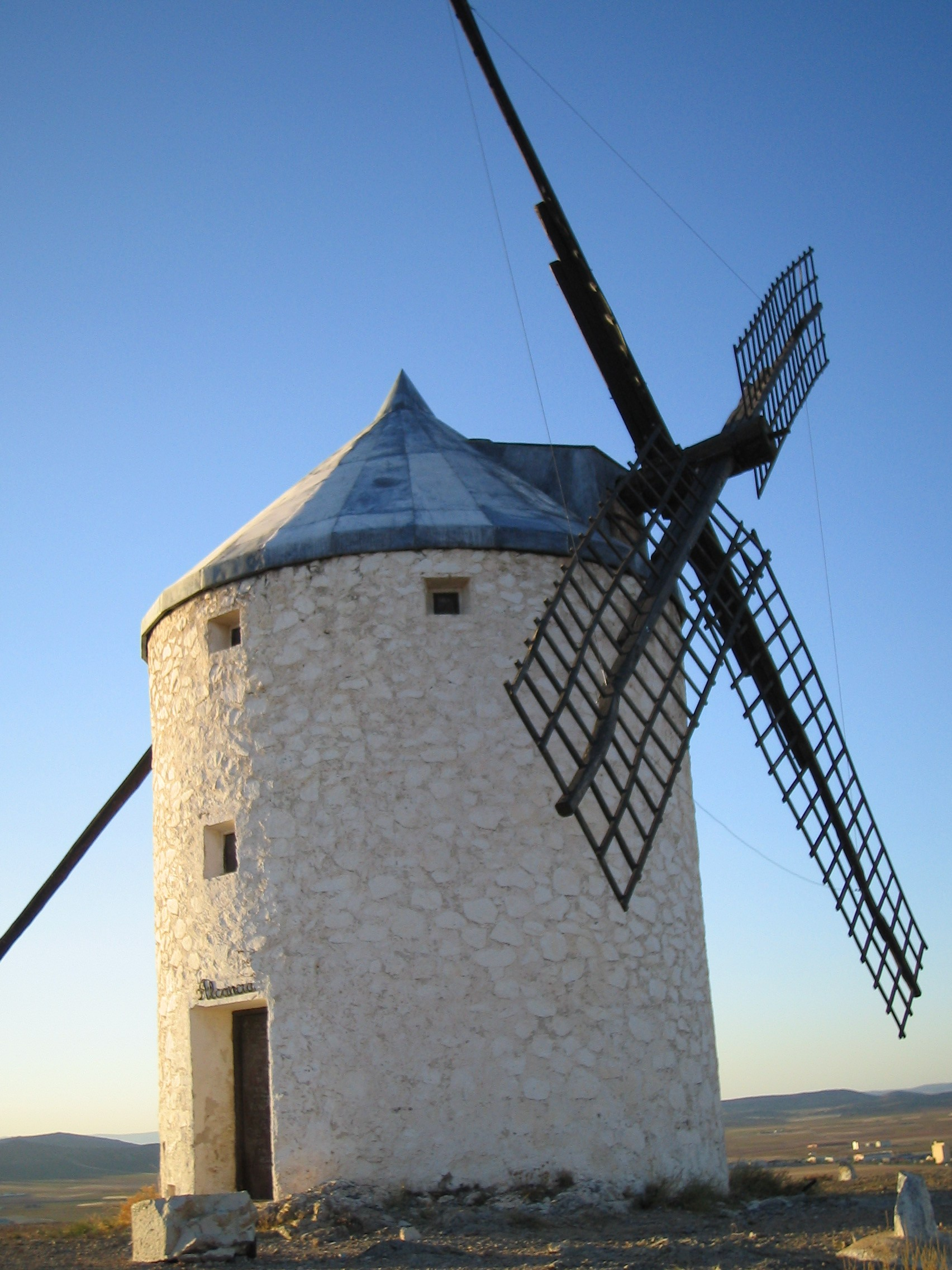
Moulin Alcancía
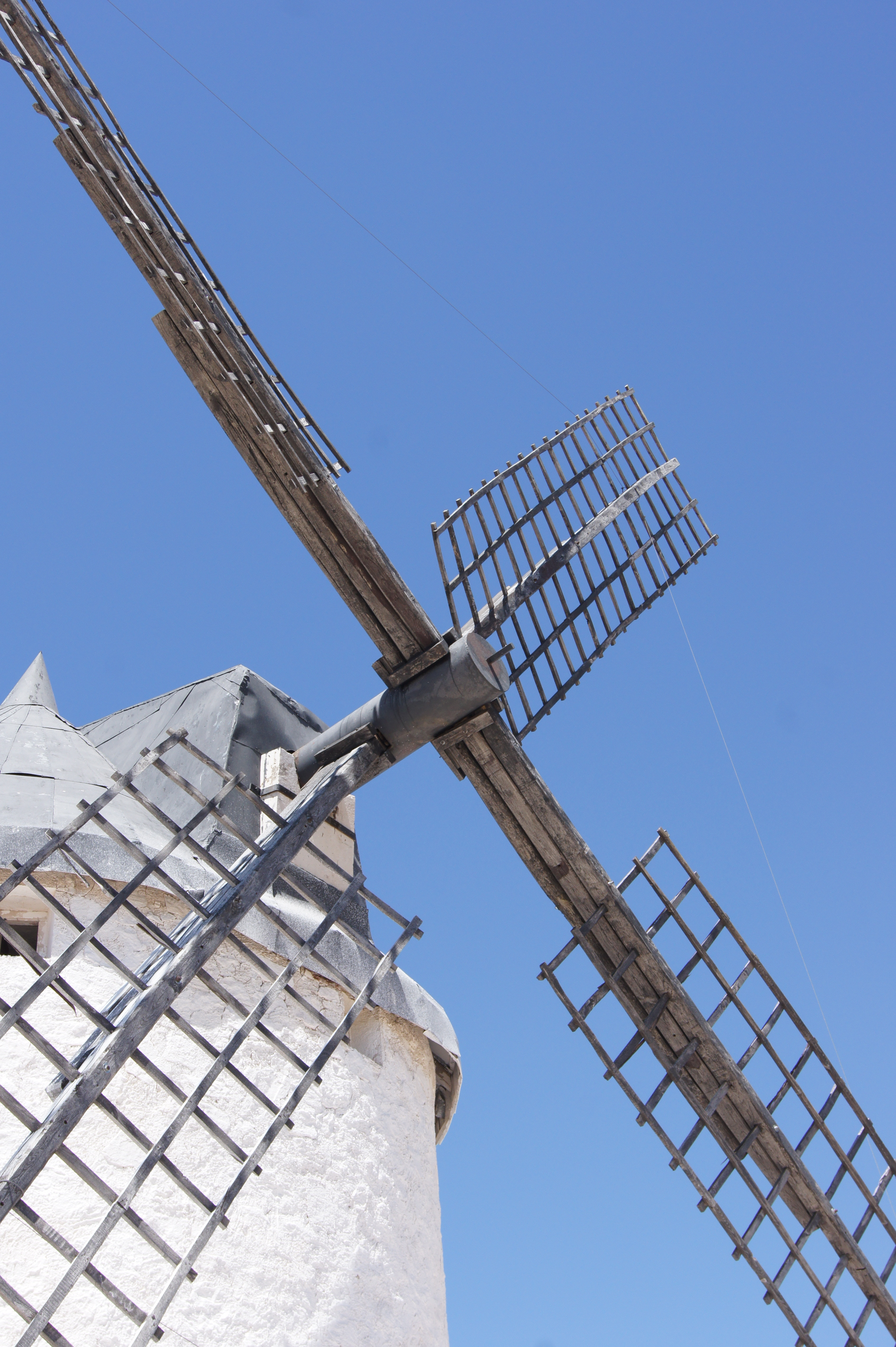
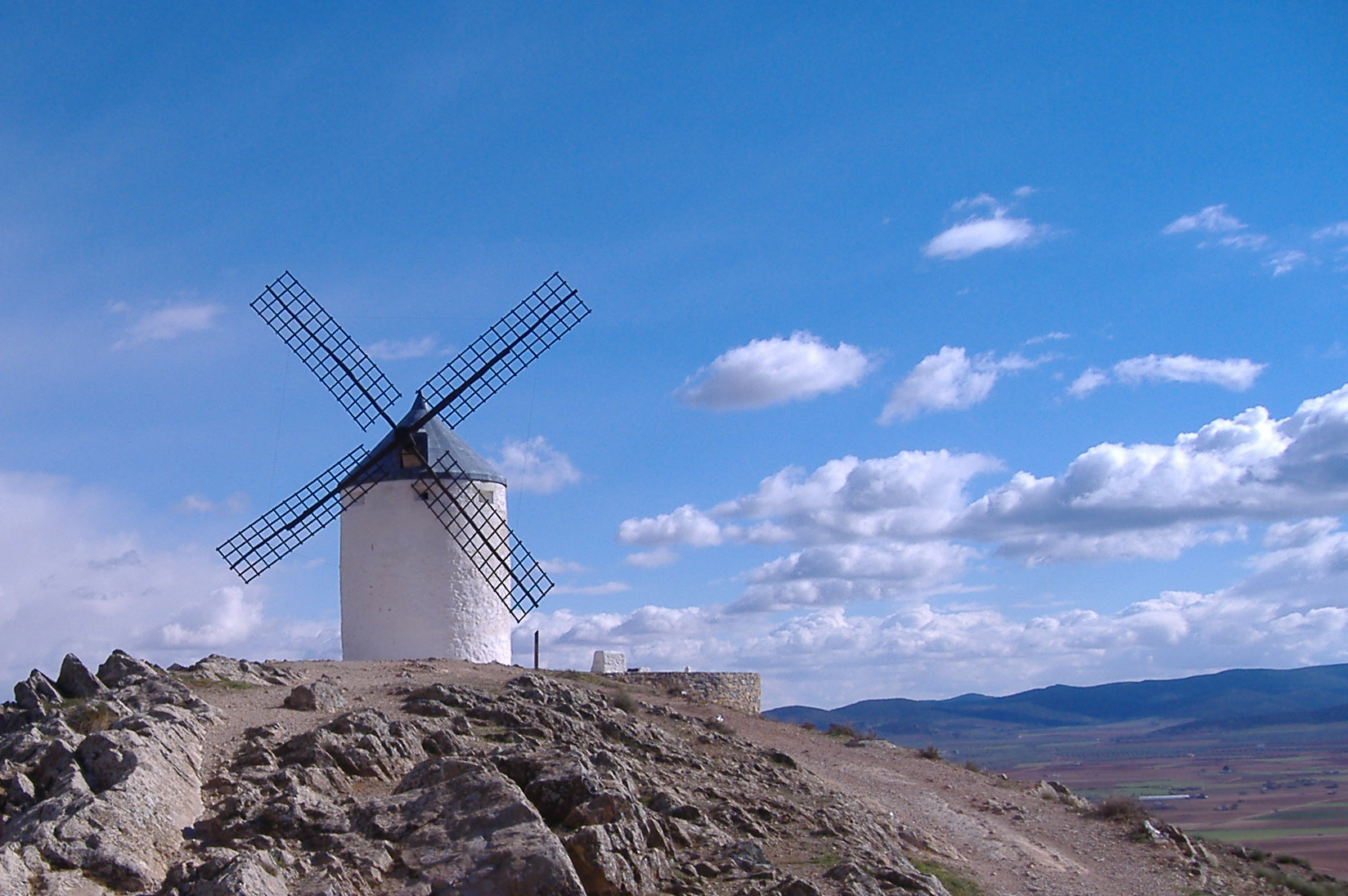